# الطريق (مجلة)
مجلة الطريق كانت مجلة سياسية وثقافية تصدر كل شهرين (بالإنجليزية: Bimonthly) كانت موجودة في بيروت، بلبنان، بين عامي 1941 و1945. وكان هي الوسيلة الإعلامية لعصبة مناهضة النازية والفاشية في سوريا ولبنان، ثم جماعة أنصار السلام.

## التاريخ والملف الشخصي
تأسست مجلة الطريق على يد رئيف خوري بمساعدة أعضاء آخرين في رابطة مناهضة النازية والفاشية في سوريا ولبنان في عام 1941. وضمت المجموعة شخصيات يسارية مثل أنطون ثابت وعمر فاخوري ويوسف إبراهيم يزبك وكامل عياد. كان أنطون ثابت صاحب المجلة. صدر العدد الأول من المجلة في 20 كانون الأول 1941. كانت الصفحة الأولى من العدد الافتتاحي للمجلة تظهر رجلاً يكسر صليبًا معقوفًا ضخمًا بفأس إلى قطع.
كان مقر مجلة الطريق في بيروت، وكانت تصدر مرة كل شهرين. تألفت هيئة تحرير المجلة من عمر فاخوري، وأنطون ثابت، ورائف خوري، ويوسف يزبك. وفي عام 1943 انضم كامل عياد إلى هيئة التحرير. ورئيس تحرير المجلة قدري القلجي.
كان الهدف من مجلة الطريق إعلام الجماهير بالسياق الأيديولوجي للحرب العالمية الثانية الجارية. وبمرور الوقت أصبح منتدى ليس فقط للمؤلفين اليساريين، بل أيضًا لأولئك الذين ينتمون إلى خلفيات فكرية وسياسية أخرى. وكان هدفهم المشترك هو دعم النضال ضد الفاشية.
وأولت مجلة الطريق اهتمامًا خاصًا بالزعيم الهندي جواهر لال نهرو والشاعر الهندي والناشط الاجتماعي رابندراناث طاغور. في العدد الأول، نشرت المجلة اقتباسات من أقوال طاغور. في الأعداد التالية، أثنت على نهرو في افتتاحيات المجلة. بعد نهاية الحرب العالمية الثانية أصبحت المجلة إحدى منشورات جماعة أنصار السلام. وكان من بين المساهمين حسين مروة. توقفت المجلة في عام 1945.